# Ksienija Sinicyna
Ksienija Aleksiejewna Sinicyna, ros. Ксения Алексеевна Синицына (ur. 5 sierpnia 2004 w Twerze) – rosyjska łyżwiarka figurowa, startująca w konkurencji solistek. Mistrzyni zimowych igrzysk olimpijskich młodzieży w drużynach mieszanych narodowego komitetu olimpijskiego (2020) oraz wicemistrzyni zimowych igrzysk olimpijskich młodzieży wśród solistek (2020), medalistka zawodów z cyklu Junior Grand Prix.

## Osiągnięcia
| Zawody                                | 17–18          | 18–19          | 19–20          | 20–21          | 21–22          |                |                |                |                |                |                |                |                |                |                |                |                |
| Międzynarodowe                        | Międzynarodowe | Międzynarodowe | Międzynarodowe | Międzynarodowe | Międzynarodowe | Międzynarodowe | Międzynarodowe | Międzynarodowe | Międzynarodowe | Międzynarodowe | Międzynarodowe | Międzynarodowe | Międzynarodowe | Międzynarodowe | Międzynarodowe | Międzynarodowe | Międzynarodowe |
| ------------------------------------- | -------------- | -------------- | -------------- | -------------- | -------------- | -------------- | -------------- | -------------- | -------------- | -------------- | -------------- | -------------- | -------------- | -------------- | -------------- | -------------- | -------------- |
| GP Internationaux de France           |                |                |                |                | 4              |                |                |                |                |                |                |                |                |                |                |                |                |
| GP Skate America                      |                |                |                |                | 5              |                |                |                |                |                |                |                |                |                |                |                |                |
| Międzynarodowe                        |                |                |                |                |                |                |                |                |                |                |                |                |                |                |                |                |                |
| Mistrzostwa świata juniorów           |                | 4              |                |                |                |                |                |                |                |                |                |                |                |                |                |                |                |
| Zimowe igrzyska olimpijskie młodzieży |                |                | 2              |                |                |                |                |                |                |                |                |                |                |                |                |                |                |
| JGP Finał                             |                |                | 4              |                |                |                |                |                |                |                |                |                |                |                |                |                |                |
| JGP we Włoszech                       |                |                | 1              |                |                |                |                |                |                |                |                |                |                |                |                |                |                |
| JGP na Litwie                         |                | 3              |                |                |                |                |                |                |                |                |                |                |                |                |                |                |                |
| JGP w Rosji                           |                |                | 2              |                |                |                |                |                |                |                |                |                |                |                |                |                |                |
| Winter Children of Asia ISG           |                | 3              |                |                |                |                |                |                |                |                |                |                |                |                |                |                |                |
| Volvo Open Cup                        |                |                | 1              |                |                |                |                |                |                |                |                |                |                |                |                |                |                |
| Krajowe                               |                |                |                |                |                |                |                |                |                |                |                |                |                |                |                |                |                |
| Mistrzostwa Rosji                     |                |                | 5              | WD             | 9              |                |                |                |                |                |                |                |                |                |                |                |                |
| Mistrzostwa Rosji juniorów            | 9              | 4              | 7              |                |                |                |                |                |                |                |                |                |                |                |                |                |                |
| Zawody drużynowe                      |                |                |                |                |                |                |                |                |                |                |                |                |                |                |                |                |                |
| Zimowe igrzyska olimpijskie młodzieży |                |                | 1 T 1 P        |                |                |                |                |                |                |                |                |                |                |                |                |                |                |